# 斯泰西·金
罗纳德·斯泰西·金（英語：Ronald Stacey King，1967年1月29日—），美国前职业篮球运动员。他在1989年的NBA选秀中第1轮第6顺位被芝加哥公牛选中。